# Климат Керчи
Керчь является самой восточной точкой Крыма и через пролив граничит с Кавказом, и поэтому климат Керчи представляет собой результат борьбы атмосферного влияния этих регионов с воздействием Чёрного и Азовского морей.
По микроклиматической классификации Крыма климат морской полосы Щёлкино—Керчь можно охарактеризовать как Керченский приазовский: очень засушливый, умеренно жаркий с мягкой зимой. В суровые зимы Керченский пролив полностью замерзает, что сильно сказывается на характере зимы — так, среднегодовая температура Керчи на один градус меньше феодосийской. Тем не менее, близость моря несколько смягчает керченский климат: разница между рекордами температур составляет здесь 66 °C, в то время как в Симферополе она достигает 70 °C, а в Клепинино — 74 °C.

## Сезонность
Отсутствие гор, которые бы защищали город от холодных северных ветров, а также постоянная циркуляция воды в проливе создают условия для формирования достаточно суровых морских штормов. Иногда все три неблагоприятных погодных фактора — бора, оледенение и волнение моря — возникают в районе одновременно. В январе, феврале и в марте такие условия могут держаться неделями.
В 1970-е годы советский инженер В. Ставинский так писал о керченской зиме:

«Свинцовые тучи, свирепый ветер бора стремится сдуть, снести с моста и поезд, и автомобиль с обледенелой дороги. Внизу бушует морская пучина с пенящимися волнами…».

Лето в Керчи, в отличие от остальной части Крыма, характеризуется более высокой влажностью, и, хотя температура воздуха крайне редко превышает 35 °C в тени, среднесуточная температура всё же остаётся более высокой. Это контрастирует со степными районами, имеющими признаки более континентального климата (бо́льшие перепады температур и меньшая среднесуточная температура). В Керчи случаются сильные ливни, обусловленные приходящими с восточного направления (Кавказа) большими влажными воздушными массами, достигающими Керченского полуострова. Поэтому в самом городе выпадает больше осадков, чем в более засушливом Ленинском районе. Существенно увлажняет климат также близость Чёрного и Азовского морей, что препятствует резкой смене температур на Керченском полуострове.
| Показатель                                     | Янв.  | Фев.  | Март  | Апр. | Май  | Июнь | Июль | Авг. | Сен. | Окт. | Нояб. | Дек.  | Год   |
| ---------------------------------------------- | ----- | ----- | ----- | ---- | ---- | ---- | ---- | ---- | ---- | ---- | ----- | ----- | ----- |
| Абсолютный максимум, °C                        | 15,6  | 17,8  | 23,4  | 26,8 | 30,6 | 35,2 | 37,4 | 37,2 | 33,2 | 30,9 | 22,7  | 19,4  | 37,4  |
| Средний суточный максимум, °C                  | 3,5   | 3,8   | 7,8   | 14,3 | 20,2 | 25,0 | 28,1 | 27,8 | 22,6 | 16,3 | 9,8   | 5,3   | 15,4  |
| Средняя температура, °C                        | 0,6   | 0,4   | 3,8   | 9,8  | 15,4 | 20,3 | 23,4 | 23,1 | 17,9 | 12,2 | 6,2   | 2,4   | 11,3  |
| Средний суточный минимум, °C                   | −2,1  | −2,6  | 0,5   | 5,8  | 10,8 | 15,5 | 18,6 | 18,4 | 13,3 | 8,3  | 3,2   | −0,3  | 7,5   |
| Абсолютный минимум, °C                         | −23,7 | −23,1 | −15,6 | −6,5 | −0,6 | 3,4  | 9,9  | 7,5  | 1,0  | −5,4 | −11,8 | −17,6 | −23,7 |
| Норма осадков, мм                              | 33    | 32    | 33    | 31   | 30   | 55   | 35   | 50   | 37   | 29   | 44    | 43    | 452   |
| Температура воды, °C                           | 3     | 0     | 3     | 8    | 16   | 22   | 24   | 24   | 20   | 15   | 9     | 5     | 12    |
| Источник: Погода и климат Туристический портал |       |       |       |      |      |      |      |      |      |      |       |       |       |

| Показатель                        | Янв. | Фев. | Март | Апр. | Май  | Июнь | Июль | Авг. | Сен. | Окт. | Нояб. | Дек. | Год   |
| --------------------------------- | ---- | ---- | ---- | ---- | ---- | ---- | ---- | ---- | ---- | ---- | ----- | ---- | ----- |
| Средний суточный максимум, °C     | 3,4  | 4,5  | 9,5  | 15,5 | 21,5 | 26,9 | 29,7 | 30,2 | 24,4 | 16,5 | 11,0  | 6,6  | 16,6  |
| Средняя температура, °C           | 0,8  | 1,7  | 5,7  | 10,8 | 16,7 | 22,1 | 24,7 | 25,0 | 19,6 | 12,7 | 7,9   | 3,9  | 12,6  |
| Средний суточный минимум, °C      | −1,9 | −1,1 | 1,9  | 6,1  | 11,9 | 17,2 | 19,7 | 19,9 | 14,9 | 8,9  | 4,8   | 1,2  | 8,6   |
| Норма осадков, мм                 | 42,1 | 23,9 | 29,0 | 29,4 | 35,2 | 47,9 | 29,2 | 12,2 | 22,2 | 29,4 | 29,2  | 38,9 | 368,4 |
| Источник: www.weatheronline.co.uk |      |      |      |      |      |      |      |      |      |      |       |      |       |

Средняя продолжительность периода со снежным покровом в городе составляет 26 дней. При этом средняя высота снежного покрова — 5 см. Господствующими ветрами в городе являются: северо-восточный и восточный (33 ℅), северо-западный и северный (28 ℅). Средняя скорость ветра составляет 4—5 м/с.
| Показатель              | Янв. | Фев. | Март | Апр. | Май  | Июнь | Июль | Авг. | Сен. | Окт. | Нояб. | Дек. |
| ----------------------- | ---- | ---- | ---- | ---- | ---- | ---- | ---- | ---- | ---- | ---- | ----- | ---- |
| Средняя температура, °C | 6    | 5,4  | 5,9  | 9,9  | 16,9 | 22,7 | 25,5 | 25,7 | 22   | 16,6 | 11,3  | 8    |

Город находится на широте 45 параллели, в северном полушарии земли. На протяжении года в Керчи бывает в среднем до 114 пригодных для купания в море дней. Купальный сезон начинается в конце мая и продолжается до конца октября. Среднегодовая температура воды у побережья составляет 14.5°C, минимальное значение 3.8°C фиксируется в феврале, максимальное - в августе 27.3°C.